# Sailom Adi
Sailom Adi, aussi connu sous le nom de Saylom Ardee, est un boxeur thaïlandais né le 7 juillet 1986 à Ban Phai, dans la province de Khon Kaen. 

## Carrière
Sa carrière amateur est marquée par deux médailles d'or aux Jeux d'Asie du Sud-Est en 2007 et 2009 en poids plumes et par une médaille de bronze en 2011 dans la catégorie poids légers.

## Palmarès

### Jeux olympiques
- Participation aux Jeux olympiques d'été de 2016[3], à Rio de Janeiro, Brésil
- Qualifié pour les Jeux olympiques de 2012 à Londres, Angleterre.
- Participation aux Jeux olympiques de 2008 à Pékin, Chine.

### Jeux d'Asie du Sud-Est
- Médaille de bronze en poids légers en 2011 à Jakarta, en Indonésie.
- Médaille d'or en poids plumes en 2009 à Vientiane, au Laos.
- Médaille d'or en poids plumes en 2007 à Nakhon Ratchasima, en Thaïlande.